# Urmas Reinsalu
Urmas Reinsalu ([ˈuɾmɑs ˈɾei̯nsɑlu]; * 22. června 1975, Tallinn) je estonský politik, který v letech 2022 až 2023 a dříve v letech 2019 až 2021 působil jako ministr zahraničních věcí. Předtím působil v letech 2012 až 2014 jako ministr obrany a v letech 2015 až 2019 jako ministr spravedlnosti. Reinsalu je členem a současným předsedou politické strany Isamaa („Otčina“). Předsedou Isamaa byl také v letech 2012 až 2015.

## Mládí a vzdělání
Reinsalu se narodil v Tallinnu v Estonsku 22. června 1975. Vystudoval střední školu v Tallinnu č. 37. Poté studoval práva na Tartuské univerzitě, kterou ukončil v roce 1997.

## Politická kariéra

### První roky
V letech 1996 až 1997 pracoval Reinsalu jako specialista na veřejné právo na estonském ministerstvu spravedlnosti a v letech 1996 až 1998 jako poradce tehdejšího estonského prezidenta. V roce 1998 byl jmenován ředitelem Kanceláře prezidenta Estonska. V letech 2001 až 2002 působil jako politický tajemník strany Res Publica. V letech 2002 až 2003 byl přednášejícím na Estonské akademii bezpečnostních věd.
Od roku 2007 do roku 2013 byl poslancem Riigikogu, jednokomorového estonského parlamentu. Dne 28. ledna 2012 se stal předsedou Unie Pro Patria a Res Publica, estonské národně-konzervativní, křesťansko-demokratické politické strany. Ve funkci nahradil Marta Laara. Předsedou byl zvolen absolutní většinou v prvním kole hlasování na stranickém sjezdu v Tallinnu.

### Ministr obrany (2012–⁠2015)
Dne 11. května 2012 byl jmenován ministrem obrany. Nahradil Marta Laara, který rezignoval na úřad ze zdravotních důvodů. Reinsaluovo funkční období ve funkci ministra obrany skončilo 26. března 2014, kdy jej nahradil Sven Mikser. Od roku 2014 do roku 2015 byl poslancem Riigikogu.

### Ministr spravedlnosti (2015–⁠2019)
V parlamentních volbách v roce 2015 byl Reinsalu s 2 949 hlasy znovu zvolen do Riigikogu. Dne 9. dubna 2015 se stal ministrem spravedlnosti v druhé vládě Taaviho Rõivase.
Vzhledem k tomu, že Unie Pro Patria a Res Publica se ztrátou 9 mandátů volby výrazně prohrála, Reinsalu oznámil, že po sjezdu strany v červnu 2015 rezignuje na funkci předsedy strany. Dne 6. června 2015 jej ve funkci nahradil Margus Tsahkna.

### Ministr zahraničních věcí (2019–2021, 2022–2023)
Reinsalu byl estonským ministrem zahraničních věcí od dubna 2019 do ledna 2021.
Na ministerstvo zahraničí se vrátil v červenci 2022 poté, co premiérka Kaja Kallasová odstranila své koaliční partnery Estonské strany středu z vlády.
Na schůzce ministrů zahraničí NATO v listopadu 2022 Reinsalu prohlásil, že „Poselství je jasné: všichni spojenci NATO si jsou vědomi toho, že bestie chce převzít kontrolu nad západním Balkánem, a my potřebujeme praktickou a dosažitelnou podporu, která těmto zemím pomůže přežít."
Dne 31. března 2023 na zasedání Bukurešťské devítky vyzval ke zrušení zakládajícího aktu NATO-Rusko, protože podle jeho názoru spolupráce s touto zemí „nepřipadá v úvahu“.
Na schůzce ministrů zahraničí NATO ve dnech 4. až 5. dubna 2023 v exkluzivním rozhovoru pro The Kyiv Independent varoval, že „falešný mír je předehrou nových válek“. Reinsalu si „myslí, že je velmi rozumné“, aby jeho země fungovala jako prostředník pro Ukrajince k získání F-16.
Dne 11. května 2023 byl znovu zvolen předsedou politické strany Isamaa.

## Kontroverze
V roce 2012 byl Reinsalu kritizován za to, že podpořil estonský „Valentýnský zákon“, který prohlásil estonské veterány z 2. světové války, kteří bojovali na straně nacistického Německa (včetně členů 20. granátnické divize SS) za „bojovníky za svobodu“ a za účast na setkání Svazu estonských bojovníků za svobodu (organizace těchto veteránů) na ostrově Saaremaa. Během své návštěvy pronesl projev k veteránům, ve kterém vyzdvihl fakt, že „osvobodili Estonsko“. Později, v červenci 2013, poslal Svazu své pozdravy a pochválil organizaci za „udržování ideálů svobody naživu“.
V lednu 2014 také rozzlobil veřejnost, když na čestném pohřbu pochválil veterána SS Haralda Nugisekse, který byl držitelem nejvyššího vojenského vyznamenání nacistického Německa Rytířského kříže Železného kříže.

## Osobní život
Reinsalu je ženatý a má dvě děti. Hovoří plynně anglicky, německy, rusky a finsky.